# Fracture numérique

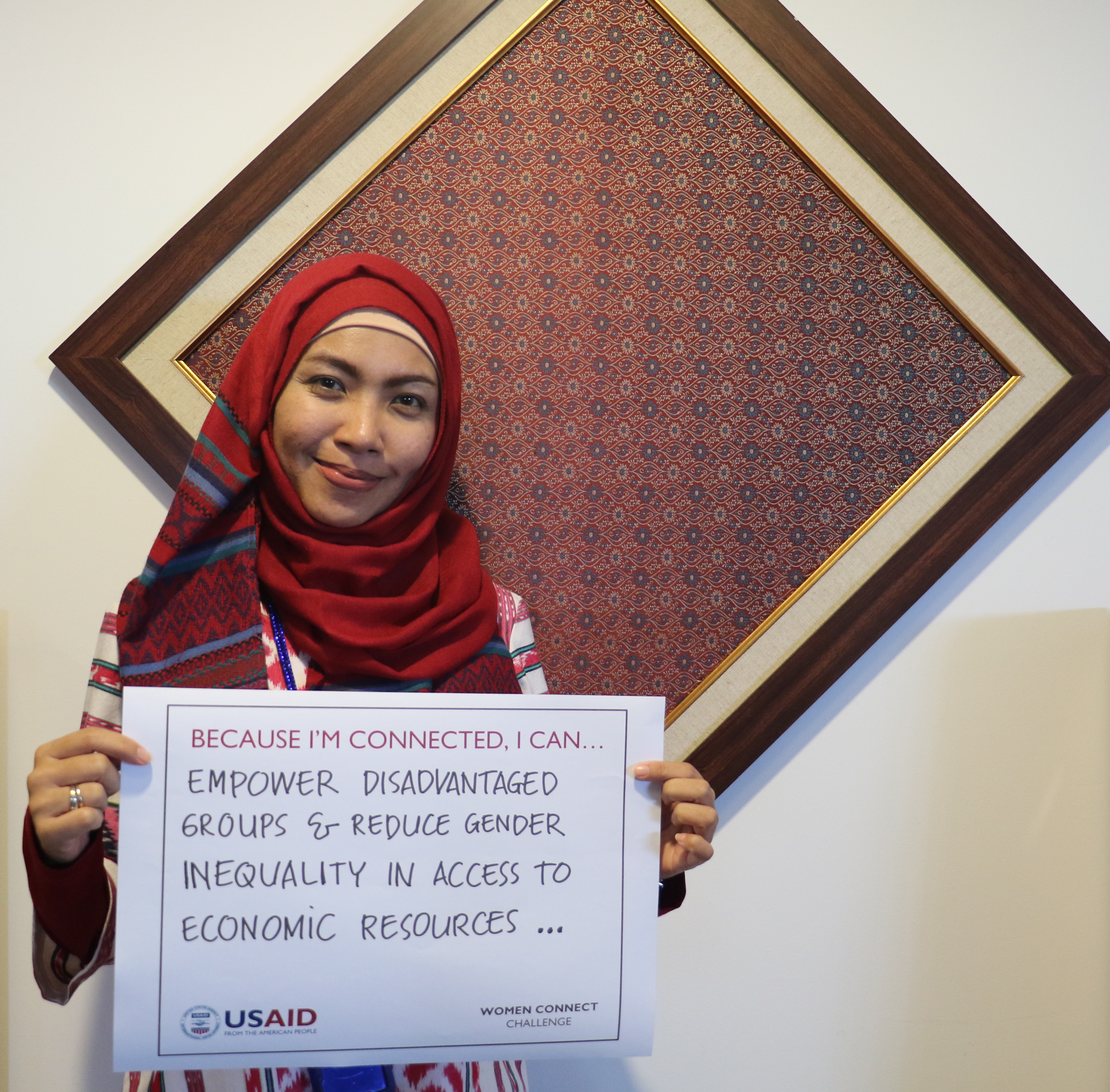
USAID >> US AID, une agence pour la réduction d'inégalités.

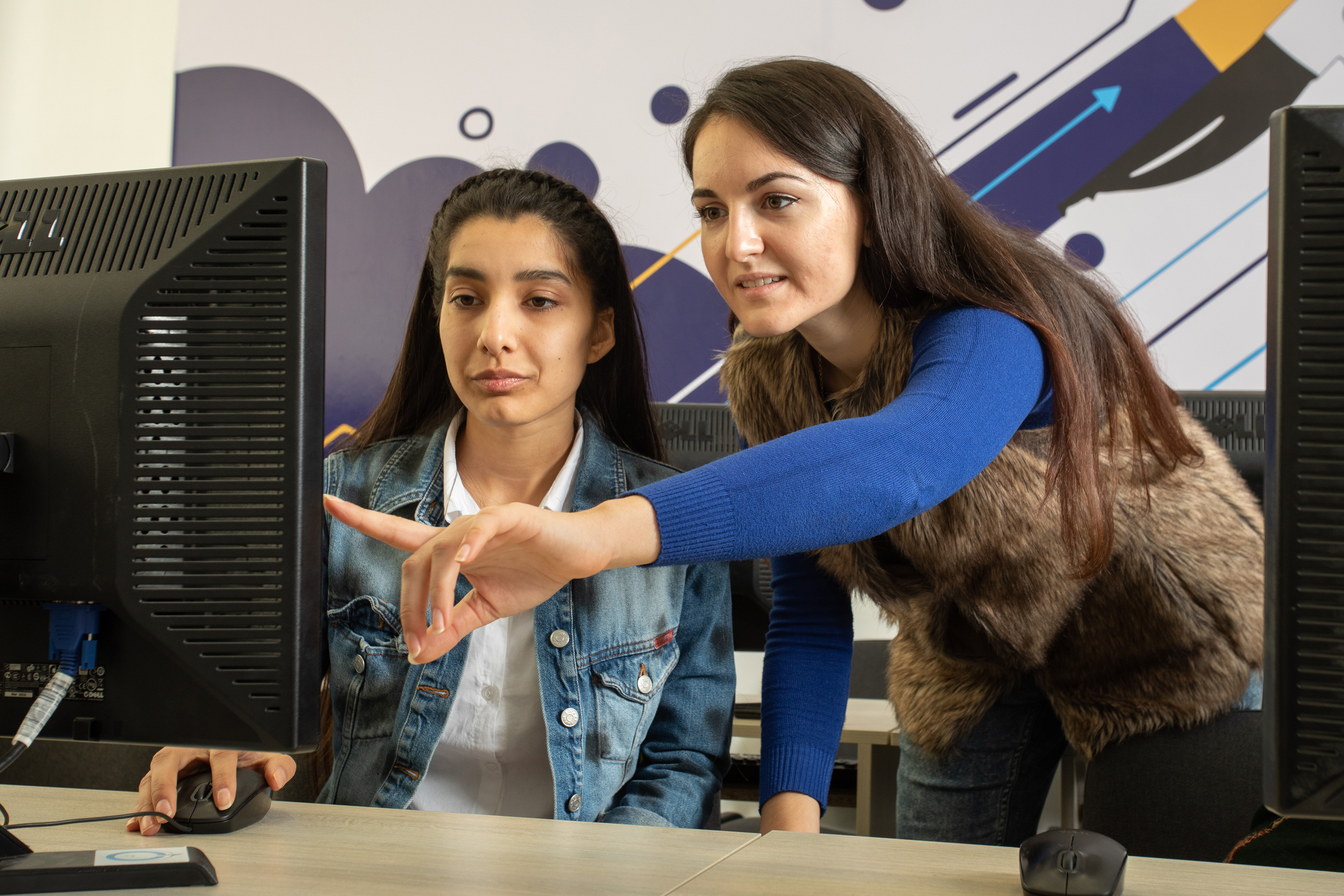
Un cours d'informatique.

La fracture numérique décrit les inégalités dans l’accès aux technologies de l’information et de la communication (TIC), leur utilisation et leur impact. Sont généralement admis au moins deux niveaux de fracture numérique : l’accès (fracture de premier degré) et l'usage (fracture de second degré).
Elle résulte de disparités sociales, générationnelles et se traduit en termes d'accès aux outils numériques, au réseau, et de compétence dans leurs utilisations. Cette disparité est fortement marquée d'une part entre les pays riches et les pays pauvres, d'autre part entre les zones urbaines denses et les zones rurales.
Les politiques publiques visent en général à réduire la fracture numérique en étendant la couverture du réseau internet, en favorisant l'accès matériel au réseau et la diffusion de la pratique numérique dans son ensemble. Observant que les technologies numériques peuvent exacerber les inégalités socio-culturelles préexistantes, un courant critique interroge cependant la nécessité de généraliser le numérique dans nos sociétés.

## Définition
La fracture numérique concerne les inégalités dans l'usage et l'accès aux technologies de l'information et de la communication (TIC) comme les téléphones portables, l'ordinateur ou le réseau Internet. La fracture numérique ne représente donc qu'une toute petite partie de l'ensemble des inégalités de développement. On parle parfois aussi de fossé numérique.

« D'une manière générale, le fossé numérique peut être défini comme une inégalité face aux possibilités d'accéder et de contribuer à l'information, à la connaissance et aux réseaux, ainsi que de bénéficier des capacités majeures de développement offertes par les TIC. Ces éléments sont quelques-uns des plus visibles du fossé numérique, qui se traduit en réalité par une combinaison de facteurs socio-économiques plus vastes, en particulier l'insuffisance des infrastructures, le coût élevé de l'accès, l'absence de formation adéquate, le manque de création locale de contenus et la capacité inégale de tirer parti, aux niveaux économique et social, d'activités à forte intensité d'information. »

— Elie Michel in « Le fossé numérique. L'Internet, facteur de nouvelles inégalités ? », Problèmes politiques et sociaux, La Documentation française, n° 861, août 2001, p. 32
L'existence et l'évolution d'une fracture numérique au sein d'une population peuvent être évaluées en tenant compte d'indicateurs tels que le nombre d'utilisateurs d'Internet, le nombre d'ordinateurs connectés (rapportés à la population). Cependant, ces indicateurs ne permettent pas, en eux-mêmes, de déterminer les usages des TIC par ces populations qui devraient accéder à la «société de l'information».
Il existe différents types de fractures numériques : elle peut être une fracture d'ordre physique lorsqu'il s'agit de l'équipement et de l'accès au réseau, elle correspond à la fracture géographique qui existe entre les territoires, comme celle qui existe entre les pays du Nord et les pays du Sud, elle s'articule à toutes les échelles. Il existe également une fracture d'ordre culturel et méthodologique qui questionne les compétences informatiques des individus. La fracture d'ordre social est quant à elle relative à l'inclusion ou l'exclusion sociale dans les réseaux.

## Histoire
Les premiers discours sur le fossé numérique prennent leur essor au début des années 1990, notamment avec la distinction pointée par des rapports de l'OCDE entre les "inforiches" et les "infopauvres". C'est aux États-Unis que l'expression exacte de "fracture numérique" (digital divide) émerge. Elle tend à décrire la disparité d'accès à internet, particulièrement pour les communautés noires américaines.
Face au phénomène émergent, le président Bill Clinton déclare dans un discours le 10 octobre 1996 à Knoxville "We challenged the nation to make sure that our children will never be separated by a digital divide" (Le défi pour notre nation est de s’assurer que ses enfants ne seront jamais séparés par une fracture numérique).
En France, lors de la campagne présidentielle de 1995, Jacques Chirac structure son programme autour du problème de la "fracture sociale". C'est en 1997 qu'apparait l'expression de "fracture numérique" en France, juxtaposant la formule au thème du numérique. Celle-ci pointe du doigt les disparités françaises dans l’appropriation des outils numériques et amène à les pallier.

## Fracture numérique de premier degré
La fracture numérique de premier degré désigne les inégalités d'accès aux infrastructures et équipements numériques et au réseau internet. Elle se décline selon plusieurs modalités et échelles : la « fracture numérique globale » correspond à l'écart technologique entre les pays en développement et les pays développés à l’échelle internationale; au sein d'un même pays, cette fracture peut se constater entre plusieurs territoires et/ou entre plusieurs individus en fonction de caractéristiques telles que l'âge (fracture numérique générationnelle), le genre, le niveau d'instruction ou de revenu, etc.
|                                       | États-Unis d'Amérique | Continent africain |
| ------------------------------------- | --------------------- | ------------------ |
| Pourcentage de la population mondiale | 4,9 %                 | 12 %               |
| Pourcentage des internautes mondiaux  | 43 %                  | moins de 1 %       |

Bien que le mandarin (Chine) soit, et de loin, la première langue mondiale, seulement 8,4 % des internautes ont le mandarin pour langue maternelle [Quand ?]. De même, anglais et espagnol sont deux langues maternelles aussi courantes l'une que l'autre dans le monde et pourtant, 45 % des internautes parlent anglais pour seulement 5,4 % espagnol. La « comparaison des langues » est donc une autre manière de constater la réalité et l'importance de la fracture numérique.
En 2008, les internautes représentent seulement une minorité de la population mondiale. Selon le Programme des Nations unies pour le développement (PNUD), l'internaute type est « un homme de moins de 35 ans, diplômé de l'enseignement supérieur, disposant de revenus élevés, habitant en ville et parlant anglais », soit « un membre d'une élite très minoritaire ».
En 2016, 53% de la population mondiale n'utilise pas internet. En Europe, ce taux descend à 22%, tandis qu'en Afrique, il grimpe à 75%. Certains pays du Sud seraient donc pour le moment les grands exclus de la révolution numérique qui bouscule le secteur de l'emploi et rebat les cartes des relations internationales. Selon Kofi Annan: « le fossé numérique ne cesse de se creuser entre les pays du Nord et du Sud, des milliards de personnes n'étant toujours pas connectées à une société qui, de son côté, l'est de plus en plus. »
Une cartographie des « laissés pour compte de l'internet » a été publiée en septembre 2016 dans la revue Science. Elle confirme que la pauvreté et/ou l'éloignement limitent l'accès en ligne, et démontre aussi (ce qui est nouveau) que le fait d'appartenir à un groupe politiquement marginalisé (minorités ethniques et religieuses par exemple, mais pas seulement) peut se traduire par un moindre accès. Ceci est dû au fait que ce sont les gouvernements des pays qui organisent et construisent l'infrastructure qui relie les citoyens à l'Internet. Certaines minorités sont ainsi systématiquement exclues de l'Internet mondial.

### En France
La fracture numérique peut induire une inégalité sociale ou scolaire (par exemple un élève de terminale doit avoir accès à un ordinateur pour s'inscrire au baccalauréat, et il doit le faire dans un délai de quelques jours, de même pour ses vœux d'orientation). L'accès à la culture, au tourisme, à la santé, à l'emploi et aux administrations françaises passe de plus en plus par des services en ligne. En France, être privé d'ordinateur et d'Internet implique de devoir perdre plus de temps et d'argent. Le fossé risque de s'élargir avec les inégalités d'accès au haut-débit, puis au très haut-débit, et aux outils nomades (téléphones portables, assistants personnels (PDA, Palm), tablettes PC, baladeurs MP3 et ordinateurs portables…). Fin 2008, il était prévu qu'en 2010 se vendraient dans le monde plus d’ordinateurs portables que de PC fixes, au profit des jeunes et des cadres surtout.
En 2007, 54% des Français (surtout chez les seniors, et les non-diplômés) se sentaient cependant incompétents en informatique ou pour utiliser un ordinateur ou installer ses logiciels, gérer l'antivirus, etc. Dans les ménages équipés d’un ordinateur à domicile, 39% s’estimaient peu ou pas du tout compétents. 53 % avaient besoin d'aide pour installer un logiciel. Seuls 10 % des Français avaient acheté un ordinateur «nu» entre 2003 et 2007.
En 2009, une loi sur la fracture numérique a été adoptée pour tenter de minimiser le fossé numérique qui s'est creusé entre les connectés et les non-connectés. 74 % des foyers français avaient un ordinateur et 24 % en avaient plusieurs. Selon le CRÉDOC, 40 % de la population (population paupérisée ou âgée) n'utilise jamais l'informatique.
L'âge est un puissant facteur de discrimination : en 2009, 94 % des 12-17 ans et 89 % des 18-24 ans avaient un micro-ordinateur, mais seuls 21 % des 70 ans et plus en possédaient et ils l'utilisent souvent peu. Les plus de 60 ans sont les plus touchés. Après 60 ans, 80 à 95 % de la population ne se connectent jamais.
Les ressources financières sont aussi une condition d'accès : c’est aussi le cas de 87 % des non-diplômés et de 65 % des personnes vivant dans des foyers modestes. En 2009, seuls 48 % des foyers disposant de moins de 900 € par mois ont un ordinateur, contre 84 % de ceux disposant de 2300 et 3 100 €/mois. Selon le CREDOC, en 2007, seuls 41 % des possesseurs d'ordinateurs ont déjà acheté des logiciels complémentaires ; et parmi ceux-ci 72 % des personnes l'ont fait pour leurs loisirs (jeux, photos, etc.) ; 40 % l'ont fait pour mieux profiter d'Internet, 26 % évoquent un lien avec leur activité professionnelle et 22 %, un rapport avec leur formation. Dans chaque catégorie socioprofessionnelle, en 2007, de 5 à 10 % environ des possesseurs d'ordinateurs n'étaient pas reliés à Internet.
Le niveau culturel influe beaucoup : les personnes peu diplômées (83 % des non-diplômés et 49 % des titulaires d’un BEPC) n'ont pas d'accès direct à l'internet, alors que 91 % des cadres avaient un ordinateur et 81 % étaient connectés à Internet. Par ailleurs l'architecture du réseau téléphonique historique français sur lequel s'appuie la grande majorité des accès haut-débit (via l'ADSL en général) est une source d'inégalité. En effet :
- 2 % des lignes téléphoniques (600000 foyers environ) sont inéligibles à l'ADSL (zones blanches) ;
- 8 % des lignes téléphoniques (2,4 millions de foyers) ne permettent pas un accès à plus de 512 kbit/s. Ces foyers ont un accès très/trop lent à de nombreux sites ;
- 27 % des lignes (8 millions de foyers) ne permettent pas un accès à plus de 2 Mbit/s. Ces foyers seront bientôt exclus des sites Internet qui sont de plus en plus gourmands en bande passante. Ces foyers sont très nombreux en zones rurales, mais sont également présents à Paris et en Ile-de-France (lignes de cuivre éloignées du central France Telecom).

L'arrivée de la fibre optique et du très haut débit, telle qu'annoncée par les trois plus gros opérateurs de télécommunication français ne va pas réduire cette fracture, car les déploiements vont commencer là ou c'est le plus rentable, c'est-à-dire en zone dense, en général proche des centraux téléphoniques. Néanmoins, les collectivités locales sont très sensibles à cette fracture numérique. Certaines ont financé l'accès à l'ADSL en zone isolée, et sous la pression des collectivités locales, France Telecom a commencé à déployer une offre NRA-ZO (NRA Zone d'ombre) qui permettrait, avec un partenariat public-privé, de désenclaver les zones blanches complètement non éligibles à l'ADSL.
Par ailleurs, la loi LME oblige France Télécom à dégrouper la sous-boucle locale, pour augmenter le débit en zones non desservies à moyen terme par la fibre optique.
Ainsi, en 2017, selon l'UFC, le meilleur du très haut débit est accessible pour moins de 1 % des habitants en Creuse ou en Dordogne, alors qu'il l'est pour plus de 90 % des habitants à Paris ou dans les Hauts-de-Seine
Le Baromètre annuel du numérique fournit chaque année depuis 2000 des données sur le taux d'équipement des Français en appareils électroniques et le taux d'accès à une connexion internet. En 2018, on estime que 89% de la population est connectée à internet (dont 86% via une connexion à domicile), 78% possède un ordinateur à domicile et 75% a l'usage d'un smartphone. Bien que beaucoup d'utilisateurs cumulent plusieurs de ces équipements, les pratiques évoluent rapidement et l'accès au réseau via les smartphones et les tablettes numériques se substitue de plus en plus à l'accès via l'ordinateur, notamment chez les jeunes et les classes populaires (voir section « Fracture numérique de second degré »).
L'augmentation du taux d'équipement au cours des dernières années s'explique notamment par la baisse relative du prix des appareils numériques. Ainsi, le niveau de revenu n'explique plus que partiellement les différences de taux d'équipement au sein de la population. D'autres facteurs sont aussi voire plus déterminants dans la création de ces disparités, comme l'âge, le genre, le niveau de diplôme, le statut professionnel.
« L'âge est le facteur principal qui entre en jeu pour déterminer si une personne est connectée ou non à Internet », dispose ou non d'un ordinateur ou d'un smartphone. On peut à ce titre parler de fracture numérique générationnelle. Par exemple, les Français de 12 à 39 ans utilisent quasiment tous internet (>99%), mais cette proportion décroît à 93% pour les 40-59 ans et à 82% pour les 60-69 ans. En 2011, les plus de 75 ans (11,25 % de la population) étaient 83,3 % à ne jamais avoir utilisé un ordinateur et 89 % à ne jamais avoir utilisé Internet. Le cumul avec un autre facteur d'exclusion (faibles revenus) diminue l'inclusion de ces populations dans la société de l'information : la part des 65-74 ans à faible revenu (0,7 % de la population) n'ayant jamais utilisé un ordinateur ou Internet était de respectivement 91,5 % et 94,8 % contre 56,5 % et 70,2 % pour les 65-74.
Le niveau de diplôme joue également un rôle important. Ce clivage est particulièrement marqué en ce qui concerne le taux d'équipement en ordinateur. 95% des cadres possèdent un ordinateur à domicile, contre 68% des ouvriers. Il convient de noter que les caractéristiques qui déterminent le taux d'équipement se recoupent et se cumulent : ainsi, les personnes qui n'ont pas d'ordinateur sont, par rapport à la moyenne, majoritairement des femmes, âgées de 60 ans et plus, vivant seules, étant retraitées, titulaires d'un BEPC ou n'ayant pas de diplôme, et ayant des bas revenus. Le milieu de vie, rural ou urbain, et la taille des agglomérations ont aussi une influence relative sur le taux d'équipement.
Le Gouvernement Français propose une plateforme pour la certification de compétences numériques, dont le contenu est calqué sur le référentiel européen DigComp . Le service PIX est gratuit pour l'entraînement, les épreuves de certification en centres agréés peuvent être payantes.

### En Afrique
Dans le domaine d'Internet, l'Afrique a accusé un retard très important dans les années 2000. Il a fallu attendre jusqu'à novembre 2000 pour que le dernier pays africain (l'Érythrée) soit connecté. Et une très faible minorité de la population africaine avait accès au réseau. Les zones rurales, peu peuplées ou difficiles d'accès étaient encore particulièrement concernées par ce problème, les réseaux de télécommunication se limitant essentiellement aux espaces urbains, avec là aussi des disparités, les capitales étant mieux dotées que les villes secondaires. On note qu'au Sénégal, la région de Dakar concentrait 60 % des lignes téléphoniques fixes alors même que la capitale ne représente qu'un quart de la population et 0,3 % du territoire national. A l'inverse, 1 % des lignes étaient installées en zones rurales.
Quelques pays font figures de leaders :
- L'Afrique du Sud notamment est la figure de proue du continent en matière de connexion à Internet.
- Et, en matière d'usage d'Internet au niveau gouvernemental, les pays francophones semblent parfois en avance, grâce aux aides des agences pour la francophonie, sur leurs voisins.
- Au Sénégal, lors de son mandat présidentiel, Aboulaye Wade a proposé la création d'un fonds de solidarité numérique afin de faire du numérique une opportunité et de réduire les inégalités existant en la matière sur son territoire. Ceci a permis le financement de projets structurants, l’appui de la demande non solvable, la mise à disposition d’équipement adaptés, le développement des contenus locaux et la formation des ressources humaines[19].

Une première explication du coût relativement élevé de la connexion à Internet en Afrique est liée à des inégalités dans l'architecture du réseau qui nécessitent de la part des fournisseurs d'accès à Internet africains la mise en place de nouvelles infrastructures (câbles sous-marins ou connexions satellitaires) que leurs homologues européens ou américains possèdent déjà et ont amorties depuis plusieurs années.
D'autre part, les organisations internationales ont condamné les mesures qui visent à empêcher ou à perturber ou créer des entraves pour l'accès libre à l'information ou la diffusion d'informations en ligne, en violation du droit international des droits de l'homme, en invitant tous les États à s'abstenir et faire cesser de telles pratiques.

### En Belgique
Pendant le deuxième trimestre de l'année 2006 a été effectuée pour la première fois, dans tous les États membres de l'Union européenne, une enquête identique sur la société de l'information ; et tout particulièrement sur la notion de « fracture numérique ». D'après cette étude, publiée par la Direction générale Statistique et Information économique (SPF Économie), 1,9 million de Belges n’ont jamais utilisé un ordinateur. 40 % des chômeurs et deux tiers des personnes de plus de 55 ans n’ont jamais utilisé l’Internet. Enfin, seulement un sur cinq utilisateurs de l’Internet pratique le commerce électronique ou a recours à l’administration en ligne. 57 % des ménages belges sont équipés d’un ordinateur. La plupart de ceux-ci sont quasi tous (97 %) connectés à l’Internet. Si au total, 2,6 millions de Belges n’ont jamais navigué sur l’Internet : c’est le cas de 40 % des chômeurs, contre seulement 20 % des salariés et des indépendants. Les étudiants par contre ont quasi tous déjà utilisé l’Internet. Le niveau d’instruction est aussi un facteur important : près de 60 % des personnes à faible niveau d’instruction n’ont jamais utilisé l’Internet, contre seulement 10 % des personnes avec un niveau élevé. Enfin, la fracture numérique augmente avec l’âge : deux tiers des personnes de plus de 55 ans n’ont jamais utilisé l’Internet. Si l’on se penche sur la part relative d’hommes et de femmes n’ayant jamais utilisé un ordinateur, la différence entre les sexes augmente avec l’âge. La moitié des hommes entre 55 et 74 ans et deux tiers des femmes de la même classe d’âge n’utilisent jamais un ordinateur. L’Internet reste un inconnu pour 60 % des hommes et 75 % des femmes entre 55 et 74 ans. Selon le type de ménage n’ayant pas accès à l’Internet à domicile, des différences sensibles apparaissent dans la motivation pour ne pas installer Internet à la maison : si les familles monoparentales jugent le plus souvent le coût du matériel et du raccordement trop élevé, les ménages de deux adultes sans enfant mettent davantage en doute l’utilité d’une connexion internet. Le pourcentage de la population qui n’a jamais utilisé un ordinateur est nettement plus élevé en Wallonie (34 %) que dans le reste du pays. Seulement 46 % des familles wallonnes disposent d’un PC à la maison.

### Aux États-Unis
Il existe des différences notables entre noirs et blancs aux États-Unis au niveau de la possession d'un ordinateur et de l'accès à l'internet. Ces inégalités peuvent, entre autres choses, s'expliquer par le niveau d'éducation des populations. L'élément lié au revenu entre fortement en ligne de compte et se lie au premier facteur. À un niveau d'éducation supérieur correspond une plus forte probabilité d'accéder à un ordinateur au travail et d'utiliser internet.
Les blancs ont statistiquement plus de chance de posséder un ordinateur à domicile que les noirs américains de même niveau d'éducation. Cette différence est particulièrement nette dans le cas des étudiants. Il y a plus de probabilité qu'un étudiant blanc possède un ordinateur à domicile qu'un étudiant noir.

## Fracture numérique de second degré
La fracture numérique de second degré renvoie à la diversité des modes d'usage d'internet. Cette seconde catégorisation tient compte de la diffusion croissante des technologies numériques au sein de la population, et vise à compléter l'analyse en termes de connexion et de déconnexion en mettant en lumière les nouvelles inégalités liées à la capacité des utilisateurs.
Selon Youssef, toute analyse des fractures numériques repose sur une conception particulière des technologies de l'information et de la communication (TIC). Pour certains, elles représentent « des technologies génériques qui peuvent être diffusées partout et pour tous », alors que pour d'autres elles sont considérées comme « des technologies biaisées nécessitant des connaissances tacites et ne peuvent être utilisables par toute la population, profitant ainsi davantage aux individus les plus formés ».
Le terme d'illectronisme, néologisme associant illettrisme et électronique, est de plus en plus courant pour décrire ce qui est perçu comme un déficit de compétences dans l'utilisation des TIC. L'illectronisme est le pendant de habileté numérique ou de l'alphabétisme informatique.

### Au Québec
La fracture numérique, appelée aussi fossé numérique, écart numérique, fracture technologique ou encore fracture en matière d’information et de connaissance, est une forme d’inégalités sociales.
Selon l’institut de la statistique du Québec, en 2016, 68,5 % des ménages ayant un revenu dans le premier quartile étaient branchés à l’internet et seuls 52,1 % des ménages sans diplôme ont un taux de branchement de 88,2 % au sein de la population québécoise[pas clair]. Cela témoigne de l’exclusion numérique subie par les populations de certains quartiers défavorisés comme Montréal-Nord.
Au-delà de la dimension numérique qui est multiforme, l’intégration numérique dans le milieu éducatif permet d’ouvrir les étudiants et enseignants à plus de diverses possibilités d’apprentissage.[pas clair]
On retrouve un confort et un avantage chez ceux qui ont accès au numérique, car elle[Qui ?] joue un rôle dans la réussite éducative des jeunes, en leur offrant de nouvelles façons d’apprendre, de communiquer, de partager, de créer et de collaborer, bref en donnant un nouveau souffle à l’école d’aujourd’hui.
Le fossé numérique affecte aussi le parcours scolaire des étudiants. Cette expérience donne naissance à un écart d’apprentissage qui défavorise ceux qui n’ont pas accès et habilité aux numériques dans le milieu éducatif.

### En France
Une enquête sur l'illectronisme en France, menée en 2018, conclut que 23% des Français ne sont pas à l'aise avec le numérique. La catégorie d'« abandonniste » est utilisée dans cette enquête pour qualifier les personnes qui ont déjà renoncé à quelque chose parce que cela impliquait l'utilisation d'internet. Selon cette étude, il y a 19% d'abandonnistes dans la population, qu'on retrouve parmi tous les profils socio-démographiques et qui ne sont pas moins équipés en matériel que le reste de la population.
Au total, 5% des Français, soit environ 2,4 millions de personnes, ont renoncé à faire quelque chose parce qu’il fallait utiliser internet et qu’ils ne le pouvaient pas, au cours des 12 derniers mois, et trouvent que, de manière générale, les équipements de nouvelles technologies (smartphone, tablette, ordinateur, etc.) sont difficiles à utiliser. Le double, soit 10% des Français, ont le sentiment que leurs activités ont déjà été limitées ou annulées à cause de l’emploi indispensable d’internet.
Cette pluralité des usages du numérique revêt une importance particulière au regard des objectifs de dématérialisation des démarches administratives. Selon le Baromètre du numérique 2018, 36% des sondés déclarent être très inquiets ou assez inquiets à l'idée d'accomplir des démarches administratives en ligne. Ces personnes sont tendanciellement plus âgées et moins diplômées que la moyenne de la population. Les personnes seules, les femmes, les ouvriers, les personnes au foyer et les personnes à bas revenus sont sur-représentées parmi les sondés affichant une crainte face à ces démarches en ligne.
La sociologue de la culture et des médias Dominique Pasquier étudie l'appropriation et les usages des outils numériques par les classes populaires vivant en milieu rural. Dans son livre L'Internet des familles modestes. Enquête dans la France rurale, elle décrit les usages de l'Internet d'individus âgés de 30 ans et plus vivant en dehors des agglomérations dans les régions Centre et Pays de la Loire et dans le Sud-Est de la France, et ayant le statut d'ouvrier, d'employé, ou travaillant dans le secteur des services à la personne. Dominique Pasquier entend mettre en évidence les usages spécifiques de l'internet et notamment du réseau social Facebook développés par cette catégorie de population ainsi que l'hétérogénéité des pratiques au sein de celle-ci. Selon l'auteure, s'il existait auparavant une fracture en termes d'équipement et d'accès technique à internet, les dix dernières années ont connu un rattrapage important via l'acquisition de smartphones et tablettes tactiles. Internet fait désormais partie de la vie quotidienne des classes populaires bien que l'utilisation de l'ordinateur (qui nécessite souris et clavier) soit beaucoup moins répandue que dans le reste de population. De même, le courrier électronique, qui implique un rapport à l'écrit formel, est quasiment absent, tandis que les utilisateurs connaissent des difficultés importantes pour naviguer sur les sites des administrations publiques. Pour l'auteure, ces travaux suggèrent qu'internet reste, dans sa globalité, une pratique élitiste, dans la mesure où ses « usages très avancés et créatifs » restent « une histoire de classe supérieure ».
Si l'âge est un déterminant fondamental de l'équipement en outils numériques, de la quantité et des types d'usages, des travaux de recherche tendent cependant à relativiser l'idée d'une génération « d'enfants du numérique » (« digital natives » en anglais) dépeinte comme dotée d'une habileté numérique naturelle induite par un usage précoce de ces outils et appareils numériques. En fait, l'utilisation du numérique, même parmi les jeunes, est loin d'aller de soi. Les pratiques au sein de cette catégorie sont hétérogènes et largement déterminées par le milieu social, de telle sorte que les jeunes n'échappent pas aux logiques d'exclusion sociale que peuvent créer les outils numériques. Pour le sociologue Fabien Granjon, « L’échec dans les manipulations ou, sans doute plus violent encore, le fait de ne pas savoir quels types d’utilisation faire du dispositif technique, se transforment en une variété de moments négatifs, allant de la perte de confiance au sentiment de relégation ». L'expression « naïfs du numérique » (digital naives) a vu le jour pour nuancer une vision idéalisée de la relation des jeunes générations au numérique.

#### Initiatives institutionnelles visant à réduire la fracture numérique en France
Des stratégies et politiques sont déployées par les pouvoirs publics avec l'intention de réduire la fracture numérique de second degré. Ces politiques sont parfois regroupées sous le vocable d' e-inclusion. Parmi les exemples récents : de janvier à mai 2018 a été élaborée une Stratégie nationale pour un numérique inclusif. En juillet 2018, l'agence France Stratégie a remis au Secrétaire d’État au Numérique Mounir Mahjoubi un rapport sur « Les bénéfices d'une meilleure autonomie numérique ». Le 13 septembre 2018, Mounir Mahjoubi a présenté un Plan National pour un numérique inclusif, pour une France connectée, dont l'ambition est d'organiser une « mobilisation générale contre l'illectronisme » et de « construire une société numérique performante et humaine ». Ce plan est censé « préparer la société à s'adapter aux évolutions technologiques ». Le 27 septembre 2018 la Délégation interministérielle à la langue française pour la cohésion sociale (DILFCS) a organisé un colloque intitulé : « Lutte contre l’illettrisme et l’illectronisme : du constat à l’action ».
Les bibliothèques, dont la mission principale est de donner accès gratuit à la culture et à l'information pour tous, sont amenées à jouer un rôle dans la lutte contre les inégalités territoriales et la fracture numérique.

### La fracture numérique en éducation à la suite de la pandémie
La fracture numérique dans le domaine scolaire, le phénomène peut engendrer des inégalités autant de premier (l’accès à la technologie) ou de second degré (la connaissance de la technologie) dans le secteur de l’éducation et touche la plupart des établissements académiques. Le sujet de la fracture numérique a pris plus d’importance dans le secteur de l’éducation au début de l’année 2020, à la suite de la pandémie de la COVID-19 et des réformes créées pour protéger les étudiants. Il y avait déjà des données socio-économiques qui démontraient des inégalités à propos de l’accès au numérique entre les écoles privées et publiques au Canada. Voyant ceux-ci incapables de recommencer les cours avant septembre 2020 et qui était exclusivement à distance. En plus de cela, les écoles publiques ont une grande difficulté à donner les outils numériques nécessaires pour tous les étudiants comparées aux écoles privées qui ont pu directement recommencer l’éducation des étudiants grâce aux cours à distance en mars 2020. Un autre facteur important de la fracture numérique est la connaissance de la technologie, beaucoup de professeurs et étudiants ont de la difficulté à comprendre cette nouvelle façon d’apprendre. Comme certains observateurs ont pu le remarquer, la méconnaissance de la technologie crée une inégalité dans le domaine de l’éducation entre deux types de personnes : celles qui n’ont pas à apprendre à utiliser un ordinateur (ou ces logiciels) et avait seulement à faire ou à écouter les cours et celles qui étaient obligés d’apprendre dans un milieu institutionnel, en même temps d’utiliser un produit et ces outils.

## Critique

### La fracture numérique doit-elle être réduite?
Les recherches sur la fracture numérique considèrent qu’internet a en général des effets positifs et en concluent que la fracture numérique doit être réduite pour atténuer les inégalités sociales. Scheerder et collaborateurs notent cependant que l’usage d’internet et les compétences numériques ne suffisent pas toujours à produire des effets bénéfiques. Ces auteurs parlent de fracture numérique de 3e niveau entre effets positifs et négatifs de l'usage d'internet, qui dépend de facteurs socio-culturels complexes et multiples qui dépassent la seule question du numérique. Internet pourrait dès lors renforcer les inégalités socio-culturelles existantes quand bien même les fractures numériques de premier et second degré seraient réduites.
Youssef remarque que l'écart entre la connaissance développée par une « communauté virtuelle » (par exemple de programmeurs de logiciels open source) et les savoirs des nouveaux arrivants devient important. Ce mécanisme peut conduire à l’aggravation des fractures liées aux usages et aux contenus. Il impose également des modalités d’apprentissage de plus en plus complexes pour ceux qui cherchent à rejoindre la communauté. Dans l’exemple de l’open source, le développement communautaire pourrait conduire à un cloisonnement des savoirs alors même que l’objectif initial était l’inverse.

### Analyses politiques du numérique et controverses
Une lecture politique des technologies numériques conduit à la mise en perspective de la fracture numérique. Internet permet en principe un accès plus égalitaire à la sphère publique, mais Schradie soutient que, plutôt que de démocratiser les médias, internet perpétue la domination médiatique des élites. Benkler avait célébré les promesses émancipatrices des réseaux numériques par l’émergence de nouvelles pratiques des communs, facteur de résistance au capitalisme néolibéral. Cela est remis en question par Ossewaarde et Reijers, qui y voient davantage un vecteur d’inégalités croissantes au bénéfice de la nouvelle économie capitaliste (le web 2.0). Dans la lignée d’Ellul et Marcuse, ces auteurs expliquent comment la nécessaire médiation technologique des communs numériques empêche la possibilité d’une appropriation généralisée, car cette médiation technologique possède ses propres règles formelles. Les initiatives de résistance au capitalisme par le développement de communs numériques sont neutralisées et même nourrissent le système néolibéral hégémonique, comme dans l’exemple du détournement de l’économie collaborative par un site comme Airbnb.
Les défenseurs des communs numériques comme facteur d’émancipation insistent sur l’ambivalence de la technologie, et proposent une typologie permettant de se retrouver parmi les initiatives qui profitent au capitalisme ou au contraire celles qui luttent contre,. A l’opposé, l’élément clé de la critique d’Ossewaarde et Reijers, est la similarité des médiations technologiques présentes à la fois dans les plateformes non-commerciales entièrement basées sur l’open source (BeWelcome) et les plateformes commerciales (Airbnb). Par exemple, la création d’un profil et la participation à l’évaluation amènent à une nouvelle forme de marchandisation, celle de la réputation. Comme dans l’économie monétaire, l’économie de la réputation renforce les différences entre les possédants et les autres. Pour ces auteurs, la logique d’accélération est inscrite dans les technologies numériques tout comme dans la logique capitaliste, et ces accélérations sont porteuses d’inégalités croissantes.
Le chercheur Éric Guichard dénonce un "mythe de la fracture numérique". Selon lui, l'essor de cet notion relèverait davantage d'un discours politique que scientifique. A défaut d'être définie clairement par les rapports qui la soulèvent, elle comporterait une dimension amplement normative. Elle conforterait l'idéologie d'une société portée par le numérique et inéluctablement dirigée vers le néolibéralisme. Eric Guichard appelle alors à "ne pas céder à la crédulité qu'induit cet habillage socio-statistique", porté par des rapports et des institutions tels que le G8 ou le FMI.